# Omeo Highway

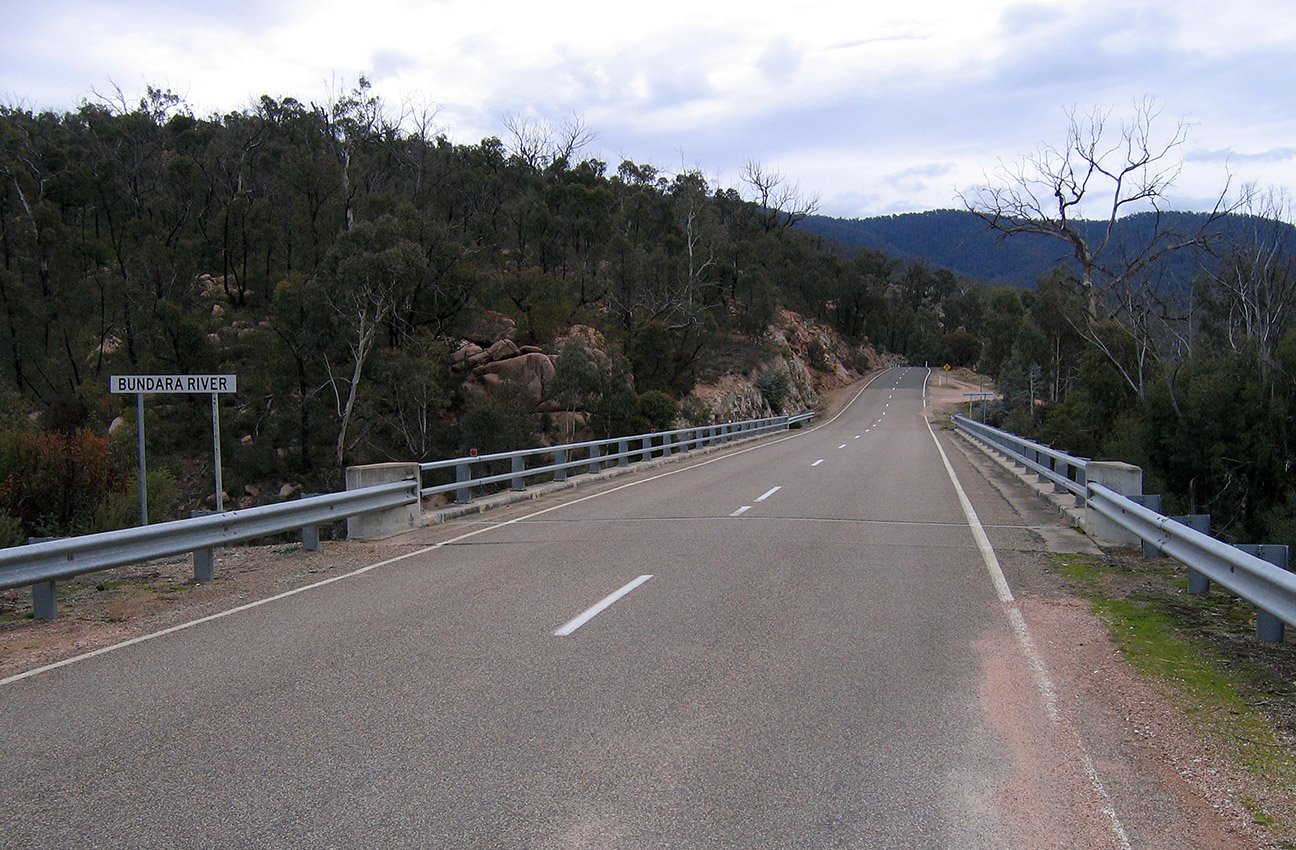
Brücke über den Bundara River bei Anglers Rest

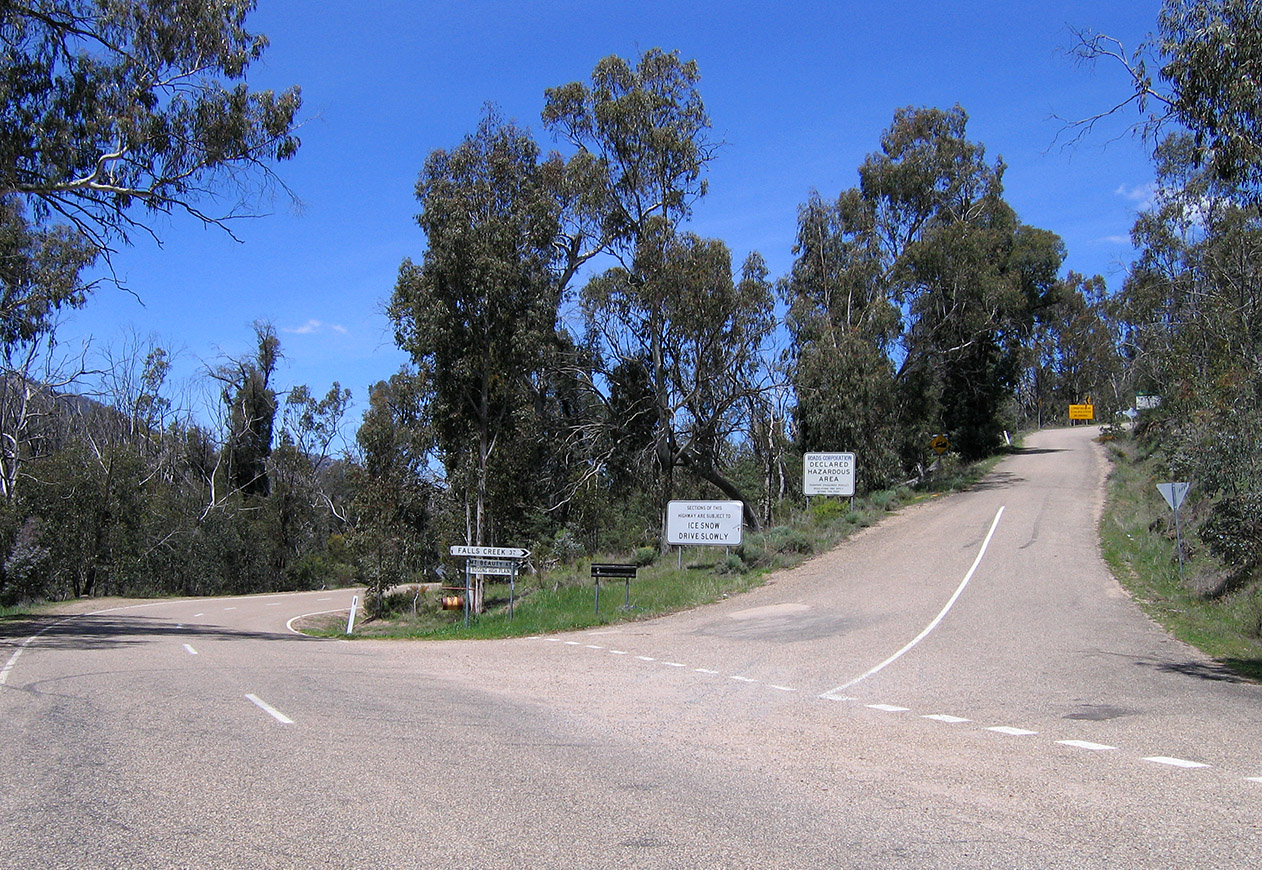
Abzweig der Bogong High Plains Road vom Omeo Hwy in Shannonvale

Der Omeo Highway ist eine Fernstraße im Nordosten des australischen Bundesstaates Victoria. Er verbindet den Murray Valley Highway bei Tallangatta mit der Great Alpine Road in Omeo und verläuft größtenteils am Nordufer des Mitta Mitta River entlang.

## Verlauf
Die Straße zweigt ca. 6 km östlich von Tallangatta vom Murray Valley Highway (B400) nach Süden ab und folgt dem Westufer des Mitta Mitta River flussaufwärts bis zur Ortschaft Mitta Mitta. Während der Fluss von da ab weiter östlich verläuft, setzt die Straße ihren Weg nach Süden fort und erreicht bei Glen Valley den Nordrand des Alpine-Nationalparks. In diesem Bereich ist die Straße auf einem 20,5 km langen Abschnitt steil, kurvig und unbefestigt, kann aber im Sommer mit konventionellen Straßenfahrzeugen befahren werden.
Zwischen den Ortschaften Glen Wills und Glen Valley beginnt wieder die Asphaltstraße, die nach Anglers Rest am Cobungra River hinunterführt. 25 km weiter südlich endet die Straße in Omeo an der Great Alpine Road (B500).
Der Straßenabschnitt zwischen Omeo und Bruthen im östlichen Gippsland gehörte früher auch zum Omeo Highway, wurde dann aber der Great Alpine Road zugeschlagen. The total length of the current road is approximately 161 km.

## Straßenzustand
Der nördliche Teil der Route bis Mitta Mitta ist ziemlich leicht zu befahren. Der größte Teil des Verkehrs von Wodonga in die australischen Alpen läuft über den Kiewa Valley Highway (C531) und die Lockharts Gap Road (C537), die in Tallandoon auf den Omeo Highway trifft.
Zwischen Mitta Mitta und Omeo gibt es keine größeren Siedlungen und daher auch keine Tankmöglichkeit. Wie bei allen Bergstraßen, können sich auch hier die Straßenverhältnisse mit dem Wetter sehr schnell ändern, besonders im Winter. Häufig muss die Straße sogar wegen heftiger Schneefälle gesperrt werden.
Seit dem 26. Januar 2012 gibt es auf der Strecke etliche ungeteerte Kehren, die besonders für Motorradfahrer ein Risiko darstellen.

## Tourismus
Der Omeo Highway ist wegen seiner spektakulären Ausblicke eine beliebte Touristenstraße. Wegen der vielen Kurven ist sie auch besonders bei Motorradfahrern beliebt, die in großen Gruppen diese Route befahren.

## Wichtige Kreuzungen und Anschlüsse
| Omeo Highway |                                  |                                 |                                                   |
| Anschlüsse Richtung Norden | Entfernung nach Tallangatta (km) | Entfernung nach Bairnsdale (km) | Anschlüsse Richtung Süden                         |
| Abzweig (im Uhrzeigersinn vom Highway aus) Murray Valley Highway nach Tallangatta und Wodonga Murray Valley Highway nach Corryong und Jindabyne         |                                  |                                 |                                                   |
| Ende Omeo Highway | 5                                | 278                             | Beginn Omeo Highway                               |
| Wodonga Lockharts Gap Road | 33                               | 250                             | Wodonga Lockharts Gap Road                        |
| Eskdale | 43                               | 240                             | Eskdale                                           |
| Dartmouth Dartmouth Road | 58                               | 225                             | Dartmouth Dartmouth Road                          |
| Mitta Mitta | 61                               | 222                             | Mitta Mitta                                       |
| Falls Creek, Mount Beauty Bogong High Plains Road | 123                              | 160                             | Falls Creek, Mount Beauty Bogong High Plains Road |
| Benambra, Corryong Benambra-Corryong Road | 158                              | 125                             | Benambra Benambra-Corryong Road                   |
| Omeo | 161                              | 122                             | Omeo                                              |
| Beginn Omeo Highway | 161                              | 122                             | Ende Omeo Highway                                 |
| Abzweig (im Uhrzeigersinn vom Highway aus) Great Alpine Road to Bruthen und Bairnsdale Bilton Street Great Alpine Road nach Mount Hotham und Wangaratta |                                  |                                 |                                                   |